# Crimson Thorn
Crimson Thorn — американская христианская метал-группа, основанная в 1991 году. Согласно Allmusic, они, «безусловно, одни из самых экстремально звучащих христианских метал-групп в мире». Crimson Thorn принимали участие в таких знаменитых событиях, как Cornerstone Festival и Sonshine Festival. Также группа неоднократно появлялась на страницах журнала HM.

## Состав

### Текущий состав
- Luke Renno — бас-гитара (1992—2005) гитара, вокал (1991-настоящее время)
- Steve Reishus — ударные (2005-настоящее время)
- Miles Sunde — гитара, бэк-вокал (1991–настоящее время)

### Бывшие участники
- Dylan Jennigis — бас-гитара (1991-1992)
- Dave Quast — ударные (1991-1993)
- Jeff Anderson — ударные (1993-1994)
- Kevin Sundberg — ударные, вокал (1994-2005)
- Paul Jongeward — гитара (1991-1997)
- Andy Kopesky — гитара, клавишные (1997-2005)
- Collin Anderson — клавишные (2005-2006)
- Brett Wilson — бас-гитара, вокал
- Billy Frazer — ударные

## Дискография
Альбомы
- Unearthed (1995)
- Dissection (1997)
- Purification (2002)

Демозапись
- Plagued (1993)

Сборник
- Unearthed for Dissection (2005)

DVD
- Live in Minneapolis (2005)